# الکساندر چیکالدائو
الکساندر چیکالدائو (انگلیسی: Alexandru Cicâldău؛ زادهٔ ۸ ژوئیهٔ ۱۹۹۷) بازیکن فوتبال اهل رومانی است.
از باشگاه‌هایی که در آن بازی کرده‌است می‌توان به باشگاه فوتبال الاتحاد کلبا، باشگاه فوتبال گالاتاسرای و باشگاه ورزشی یونیورسیتاتئا کرایووا اشاره کرد.
وی همچنین در تیم‌های ملی فوتبال زیر ۲۱ سال رومانی و رومانی بازی کرده‌است.